# Xanthorhoe cinnabari
Xanthorhoe cinnabari là một loài bướm đêm trong họ Geometridae.